# 1997年ブルガリア国民議会選挙
1997年ブルガリア国民議会選挙（-ねんブルガリアこくみんぎかいせんきょ）は、ブルガリア共和国の立法府である国民議会を構成する議員を選出するため、1997年4月19日に投票が行われた選挙である。

## 解説
前回1994年の選挙で第1党となった社会党は、ビジネスブロックの閣外協力を得る形で政権の座に返り咲くことが出来た。しかし、経済改革の遅れから1996年に入ると、景気が著しく悪化、同年12月には労働組合による全国ストライキが発生、これを皮切りに全国で反政府運動が頻発した。結果、社会党政権は総辞職を余儀なくされ、1997年2月に民主勢力同盟による暫定政権が発足した。こうした中で国民議会選挙が行われた。選挙の結果、前与党の社会党が大惨敗、新与党の民主勢力同盟が躍進した。

## 選挙制度
- 定数：240議席
- 選挙制度：比例代表制

1. 全国を31選挙区に分割（州を一選挙区とする。ただし、首都ソフィアは3選挙区に分割、ブルガリア第2の都市であるプロヴディフ州の州都プロヴディフは州とは独立した選挙区を構成する）
2. 全国集計において、有効投票総数の4％以上を得る事ができなかった政党及び連合は、議席配分対象から除外される（議席阻止条項）。

## 主要政党
- ブルガリア社会党（ブルガリア語：Българска социалистическа партия、略称：БСП）

ブルガリア共産党の後継政党。前回選挙では社会党を中心とする連合が第一党となった。
- 民主勢力同盟（ブルガリア語：Съюз на демократичните сили、略称：СДС）

1989年12月に反体制勢力の連合体として結成。
- 権利と自由のための運動（ブルガリア語：Движение за права и свободи、略称：ДПС）

ブルガリア国内に居住するトルコ系住民の権利擁護を主張する中道政党。
- ブルガリアビジネスブロック（Български Бизнес Блок、略称：БББ）

社会主義体制時代に国外で事業を興していたガンチェフ（Жорж Ганчев）が社会主義体勢崩壊後、ブルガリアに帰国して結成した政党。前回選挙で4％の議席阻止線を突破し、躍進。

## 選挙結果
- 投票日：1997年4月19日
- 有権者数：7,289,956名
- 投票率：58.87％

| 政党（連合）                                                  | 得票数    | 得票率 | 議席数 | 議席率 |
| ------------------------------------------------------------- | --------- | ------ | ------ | ------ |
| 民主勢力同盟 СДС                                              | 2,223,714 | 49.15  | 137    | 57.55  |
| 民主左翼 （ブルガリア社会党を中心とした連合）                 | 939,308   | 22.44  | 58     | 25.03  |
| 救国の同盟 （権利と自由のための運動や緑の党を中心とする連合） | 343,429   | 9.44   | 19     | 9.00   |
| ヨーロッパ左翼                                                | 234,058   | 5.57   | 14     | 4.40   |
| ブルガリアビジネスブロック БББ                                | 209,796   | 5.27   | 12     | 4.02   |
| ブルガリア共産党                                              | 50,864    | 1.30   | 0      | 0.00   |
| 国王のための同盟                                              | 46,765    | 1.12   | 0      | 0.00   |
| 諸党派・無所属                                                | 227,367   | 5.71   | 0      | 0.00   |
| 合計                                                          |           |        | 240    | 100    |

出所：Bulgaria 1997 Parliamentary Elections（2010年9月5日閲覧）。